# 1027 작전
1027 작전(버마어: ၁၀၂၇ စစ်ဆင်ရေး)은 미얀마의 소수민족 무장 단체인 아라칸군(AA), 미얀마 민족민주동맹군(MNDAA), 따앙 민족해방군(TNLA) 3개 단체의 군사 연합인 삼형제동맹이 진행 중인 합동 군사 작전이다.
연합군은 샨주 북부의 여러 마을에서 동시에 공격을 시작하여 미얀마 육군, 미얀마 경찰과 쿠까이, 카우끄메, 무세, 남캄, 나완쿄, 라쇼, 친쉐호 등지의 여러 친정부 민병대를 공격했다. 반군은 이후 샨주 외곽에서 저가잉도로 작전을 확대해 몽곳, 만달레, 으티걍구를 공격하고 콸린를 점령했다. 2023년 11월 11일 말까지 삼형제동맹은 총 168개 군 초소를 점령했다고 발표했다. 그 외에도 망명정부의 인민방위군과 같은 기타 반정부 세력도 작전 지지와 참여를 약속하며 정부군에 대한 추가 공격을 시작했다.
11월 7일에는 미얀마 남부의 반군 단체들이 1027 작전을 지원하기 위해 꺼야주를 중심으로 하는 조공 작전인 1107 작전을 시작했다. 11월 11일에는 카렌니 민족방위군이 꺼야주에서 꺼야인 민족의 후속 공세작전인 1111 작전을 시작했다.

## 작전 목표
삼형제동맹은 2023년 10월 27일에 1027 작전의 시작을 선언하는 공동성명서를 발표했다. 이 동맹은 최대 15,000명을 동원할 수 있는 능력을 갖추고 있다. 합동성명서에서 작전의 주요 목표가 아래와 같이 자세히 설명되어 있었다.
- 민간인 보호
- [각 민족의] 자위권 주장
- [각 단체의] 영토 통제권 유지
- 국가통치평의회가 자행하는 지속적인 포격과 공습에 대한 단호한 대응
- 억압적인 군부 통치의 근절
- 미얀마, 특히 미얀마-중국 국경 지역에서 만연한 온라인 도박 사기에 대한 단호한 대처[17][18]

인터넷 사기 산업은 2021년 미얀마 쿠데타 이후 미얀마 내에서 급격하게 늘어났다. 미얀마 군부는 중국 내 갱단조직과 협력하여 12만명 이상의 사람들을 미얀마 내로 입국시켰으며 이들은 비인도적이고 열약한 환경에서 강제로 일하고 있다. 사기 산업은 군부와 갱단에게 수십억 달러의 수익을 가져다 주었다. 중국은 미얀마 군부에게 사기 산업의 지원을 그만두라고 압박했으며 삼형제동맹의 사기 근절 선언은 중국의 지지를 얻기 위한 시도로 추측된다고 보도되고 있다. 군부 지도자인 민 아웅 흘라잉은 국방안보위원회 긴급회의에서 중국의 투자로 국경을 따른 오랜 긴장과 콜센터 사기가 더욱 악화되었다고 말했다.
국가통치평의회는 이번 작전과 공격이 쿤롱구의 주요 교량을 장악하고 이를 넘어서 국경 고속도로를 통한 육로 무역 전반을 방해해 중국-미얀마 관계를 악화시키기 위한 목적으로 보인다고 말했다.

## 연표

### 10월

#### 10월 27일
오전 4시경 MNDAA은 코캉의 군사기지를 공격해 군부 병력이 사망하고 일부는 무기를 노획하고 포로가 되었다고 발표했다. 보고에 따르면 TNLA는 남캄구의 남캄-남팟타 도로에 있는 정부군의 13마일 기지와 마이크로위브 기지를 공격했다. MNDAA은 더 나아가 친쉐호 마을을 장악하고 라시오-무세 고속도로와 라시오-친쉐호 도로를 차단해 정부군의 증원군 통로를 막았다고 발표했다.
정부군은 공중 폭격과 집중포격으로 대응했다. 정부 대변인인 쩌민툰 장군은 흐센위 마을 인근에서 전투가 일어났으며 일부 보안군 경찰서와 민병대 기지가 파괴되었다고 발표했다. 또한 보안군 병력 일부가 사망하거나 부상을 입었다고 인정했으나 정확한 수는 밝히지 않았다. 알자지라 미디어 네트워크에 따르면 독일의 dpa 통신이 친쉐호 세관 공격으로 군인 약 20명이 사망했다고 보도했다. 루악깡의 한 경찰관은 MNDAA가 경찰서를 공격하여 경찰관 17명이 사망했다고 밝혔다. 바마르 인민해방군(BPLA)은 BPLA 전사들이 삼형제동맹과 함께 훈련을 해왔으며 작전에도 같이 참여한다고 발표했다.
아라칸군(AA)은 샨주와 저가잉도가 서로 접해있는 미얀마 서북부 지역의 으티걍구에서 정부군과 교전을 벌였다. AA는 모쿤산 남쪽에서 정부군과 교전해 다수의 정부군 사상자가 발생했다고 발표했다.
9개 반군 단체가 퉁타구의 퉁타-민잠 도로에 있는 군 검문소를 습격했다. 반군은 공격 직전 드론을 사용해 기지를 폭격했으며 20명의 정부군 병사가 사망했다고 발표했다. 다른 반군 병력은 지원군을 데려오는 정부군 호송대를 공격했으나 철수했다.

## 같이 보기
- 2009년 코캉 사건
- 2015년 코캉 공세
- 라이자 학살
- 무세 공세
- 1107 작전